# Eurysops insignis
Eurysops insignis là một loài bọ cánh cứng trong họ Cerambycidae.